# Жільбер Аке
Жільбер Марі Н'Гбо Аке (фр. Gilbert Marie N'gbo Aké; нар. 1956) — івуарійський політик, прем'єр-міністр Кот-д'Івуару, проголошений Лораном Гбагбо після перемоги на виборах 2010 року, результати яких не було визнано.

## Кар'єра
Вивчав економіку, 1991 року закінчив Тулузький університет, здобувши ступінь доктора філософії. Спеціалізується в економетрії й Економічному регулюванні. Від 2001 до 2007 року був деканом факультету економіки та менеджменту, після чого став президентом Університету Кокоді. Також очолював науковий комітет зі святкування 50-річчя незалежності Кот-д'Івуару.
На самому початку політичної кризи 2010—2011 років очолив уряд країни.
Після усунення від влади Лорана Гбагбо 11 квітня 2011 року було скасовано й постанову про призначення Аке прем'єр-міністром. За місяць його було заарештовано та звинувачено у створенні загрози національній безпеці. У грудні 2012 року його та ще сімох міністрів уряду Гбагбо звільнили з-під варти.